# Mesochorus rufopetiolatus
Mesochorus rufopetiolatus är en stekelart som beskrevs av Schwenke 1999. Mesochorus rufopetiolatus ingår i släktet Mesochorus och familjen brokparasitsteklar. Inga underarter finns listade i Catalogue of Life.